# Kaniashir
Kaniashir (en arménien Կանիաշիր ; anciennement Jangi Kuchuk et Sangyar) est une communauté rurale du marz d'Aragatsotn, en Arménie. Elle compte 452 habitants en 2009.